# خانه ارنست همینگوی
خانه ارنست همینگوی (انگلیسی: Ernest Hemingway House) محل سکونت نویسندهٔ آمریکایی، ارنست همینگوی در دههٔ ۱۹۳۰ بود. این خانه در جزیرهٔ کی وست، در فلوریدا واقع شده‌است. موقعیت آن در جزیره، نزدیک به ساحل جنوبی به نشانی شمارهٔ ۹۰۷ خیابان وایتهد است که روبه‌روی فانوس دریایی کی وست قرار دارد. به‌دلیل وابستگی به همینگوی، این ملک محبوب‌ترین جاذبهٔ گردشگری در کی وست است. همچنین این خانه به‌خاطر جمعیت زیاد گربه‌های به‌اصطلاح همینگوی که بسیاری از آن‌ها پُرانگشتی هستند، مشهور است.
ایسا تیفت، معمار دریایی و یدک‌کش نجات این منزل را که به سبک معماری دورهٔ مستعمرات فرانسه است، در سال ۱۸۵۱ ساخت. همینگوی و همسرش، پائولین فایفر از سال ۱۹۳۱ تا ۱۹۳۹ ساکن این خانه بودند. آن‌ها ملک ویران‌شده را بازسازی کردند و موارد متعددی را به آن افزودند. همینگوی در مدت اقامتش در این خانه، برخی از آثارش را نوشت؛ از جمله اثر ناداستان تپه‌های سبز آفریقا (۱۹۳۵)، مجموعهٔ داستان‌های «برف‌های کلیمانجارو»، «زندگی شاد کوتاه فرانسیس مکامبر» (هر دو ۱۹۳۷)، داشتن و نداشتن (۱۹۳۷) و همچنین جزیره‌های در جریان (۱۹۷۰) که پس از مرگ وی به چاپ رسید. پس از طلاق و مرگ همینگوی، خانه به حراج گذاشته شد و بعداً در سال ۱۹۶۴ با تصمیم مالکان جدید به موزه‌ای خصوصی تبدیل شد. این خانه در سال ۱۹۶۸ به‌عنوان یکی از بناهای تاریخی ملی ایالات متحده ثبت شده‌است و در میان فهرست ثبت ملی اماکن تاریخی نیز قرار دارد.

## تاریخچه

### تاریخچه اولیه
ایسا تیفت، معمار دریایی و یدک‌کش نجات ساخت این خانهٔ دو طبقه به سبک معماری دورهٔ مستعمرات فرانسه را از سال ۱۸۴۸ آغاز کرد و در سال ۱۸۵۱ به پایان رسید. محل خانه در خیابان وایتهد واقع شده‌است که روبه‌روی فانوس دریایی کی وست، در نزدیکی ساحل جنوبی قرار دارد و ارتفاع ساختمان ۱۶ فوت (۴٫۹ متر) بالاتر از سطح دریا است که آن را به دومین مکان مرتفع در شهر تاریخی کی وست تبدیل می‌کند.
معماری محلی خانه‌های کی وست در آن زمان متأثر از سبک اسپانیایی، شامل خانه‌های یک طبقه و نیم با استخوان‌بندی چوبی و مشبک‌کاری‌های هنری بود. دیوارهای این خانه برخلاف سایر عمارت‌های اکثراً چوبی کی وست، از بلوک‌های سنگ آهک بومی ۱۸ اینچی ساخته شده‌است که در هنگام طوفان‌های گرمسیری و توفندها از آن محافظت می‌کند. تیفت مکان مرتفعی را برای حفاری سنگ آهک مورد استفاده برای ساخت این خانه انتخاب کرد. ساختمان به شکل مربع، با سقفی مسطح است که بعدها سنگ آهک آن با گچ تزئینی گچ‌کاری شد. تیفت که از بنیان‌گذاران تیفتون، جورجیا بود، چوب موردنیاز برای ساخت این ملک را با کشتی از جورجیا به جزیره آورد. در هر طرف خانه، چهار پنجرهٔ کرکره‌ای به صورتی قرینه در داخل دیوار قرار گرفته‌اند. همچنین ایوان‌هایی عریض با نردهٔ آهنی در هر دو طبقهٔ این خانه وجود دارد.
الکس کامرر، روان‌پزشک و تاریخ‌نویس معماری معتقد است که سبک معماری این ساختمان قرابت نزدیکی به برخی از خانه‌های فرنچ کوارتر در نیواورلئان دارد. به‌گفتهٔ او ستون‌های بلند و باریک چدنی در ایوان و نقش‌ونگارهای ظریف آهنی نرده‌ها از نیواورلئان آمده‌اند. همچنین پنجره‌های به کف رسیدهٔ طاق‌دار و دَرِ نیم‌گِرد این ساختمان از نظر وی مشابه معماری خانه‌های آن منطقه است.

### همینگوی
ارنست همینگوی و همسرش، پائولین فایفر در سال ۱۹۲۸ به کی وست نقل‌مکان کردند و سه سال آینده را در خانه‌های اجاره‌ای گذراندند که آخرین خانه، ملک دوطبقه‌ای شمارهٔ ۱۳۰۱ خیابان وایتهد بود.
هنگامی که پائولین برای نخستین بار خانهٔ شمارهٔ ۹۰۷ خیابان وایتهد را در یک تور جستجوی خانه دید، آن را «خانهٔ جن‌زدهٔ لعنتی» نامید. در آن زمان، خانه در وضعیت اسقاط حق دعوی قرار داشت و نیازمند تعمیر و بازسازی اساسی بود. با این حال، فایفر پس از شناخت پتانسیل خانه، عموی ثروتمندش، گاس فایفر را متقاعد کرد تا آن را به قیمت هشت هزار دلار برای او و ارنست به‌عنوان هدیهٔ عروسی بخرد. همینگوی ارزش انزوایی را که زمین ۱٫۵ جریب فرنگی به او در حین نوشتن آثارش می‌داد، دانست. همینگوی‌ها با استخدام کانچ‌های بیکار کل خانه را بازسازی کردند. پائولین بیشتر اثاثیهٔ داخلی خانه را انتخاب کرد اما ارنست اصرار داشت که غنائم شکاری‌اش نیز گنجانده شود. پائولین به قیمت گردش هوا، پنکه‌های سقفی خانه را با لوستر جایگزین کرد. این زوج همچنین طبقهٔ دوم درشکه خانه را به استودیوی نویسندگی ارنست و زیرزمین را به شراب‌خانه تبدیل کردند. همینگوی در زمانی که در این ملک زندگی می‌کرد، راهروی باریکی وجود داشت که اتاق خواب اصلی را به استودیوی نویسندگی‌اش متصل می‌کرد که در اثر طوفان سال ۱۹۴۸ تخریب شد.
آرنولد ساموئلسون، نویسندهٔ جوان بلندپرواز و قهرمان‌پرست که همینگوی در سال ۱۹۳۴ او را به‌عنوان شخص فنی در کی وست استخدام کرده بود، این اقامتگاه را به «یک ساختمان قدیمی دادگاه برای ایستادن در برابر طوفان‌ها پس از اینکه تمام کلبه‌های چوبی منفجر شدند» تشبیه کرد. او در کتابش، با همینگوی: یک سال در کی وست و کوبا نوشت که صندلی‌ها و راحتی‌های عتیقه در اتاق نشیمن قرار داشتند، دیوارهای اتاق نیز با نقاشی‌های مدرن‌گرایانه تزئین شده و یک دیوار از کف تا سقف کتابخانهٔ ارنست همینگوی بود.
هنگامی که همینگوی در سال ۱۹۳۷ در اسپانیا مشغول خبرنگاری بود، پائولین استخر بزرگی را در محوطهٔ خانه ساخت. هزینهٔ ساخت نخستین استخر شنای داخل زمین در فلوریدا کیز به ابعاد ۶۰ × ۲۴ فوت با ظرفیت هشتاد هزار گالونی، بیست هزار دلار بود که ۲٫۵ برابر قیمت خرید کل ملک به حساب می‌آمد. همینگوی در بازگشت بابت این افزودهٔ پرهزینه عصبانی شد. او در حرکتی ملودرام یک پنی از جیبش را به زمین پرت کرد و گفت: «آخرین سِنت [دارایی] من رو بگیر.»؛ درحالی‌که در حقیقت پائولین خودش هزینهٔ ساخت این استخر را پرداخته بود. فایفر این پنی را همراه خود داشت و بعدها داخل بتن جاسازی شد که حفاظی شیشه‌ای دارد. علی‌رغم خشم اولیه، همینگوی از استخر خوشش آمد و سپس دیوار آجری شش فوتی را در اطراف ملک ایجاد کرد تا بتواند برهنه شنا کند. همینگوی همچنین طاووس‌هایی را در این ملک نگهداری و مسابقه‌های مُشت‌زنی را در چمن برگزار می‌کرد. او برخی از آثارش را در مدت اقامتش در این خانه نوشت؛ از جمله اثر ناداستان تپه‌های سبز آفریقا (۱۹۳۵)، مجموعهٔ داستان‌های «برف‌های کلیمانجارو»، «زندگی شاد کوتاه فرانسیس مکامبر» (هر دو ۱۹۳۷) و داشتن و نداشتن (۱۹۳۷). او در نوشتن داشتن و نداشتن از مردم مختلفی که با آن‌ها در کی وست ملاقات کرده بود، الهام گرفت. پس از مرگ همینگوی، نسخه‌ای خطی از یک اثر در گاوصندوق گاراژ پیدا شد. این اثر پس از مرگ وی، با عنوان جزیره‌های در جریان در سال ۱۹۷۰ انتشار یافت. همینگوی پس از هشت سال اقامت در این خانه، در سال ۱۹۳۹ به کوبا نقل‌مکان کرد.
پس از طلاق آن‌ها در سال ۱۹۴۰، پائولین تا زمان مرگش در سال ۱۹۵۱ در این خانه زندگی کرد. سپس همینگوی این خانه را تا زمان خودکشی در سال ۱۹۶۱ در اختیار داشت. در اواخر همان سال، سه پسرش خانه را به قیمت هشتاد هزار دلار به حراج گذاشتند.

### موزه معاصر
مالکان جدید قصد داشتند از خانهٔ همینگوی به‌عنوان اقامتگاهی خصوصی استفاده کنند؛ با این حال، آن‌ها به‌دلیل علاقهٔ مداوم بازدیدکنندگان، درهای خانه را به‌عنوان موزه در سال ۱۹۶۴ به روی عموم باز کردند. اگرچه خانوادهٔ همینگوی بیشتر اثاثیه را با خود برده بودند اما مالکان هنوز اثاثیهٔ حجیم‌تر و بسیاری از دارایی‌های همینگوی را در اختیار داشتند. از آنجایی که تمامی اسباب‌اثاثیه اصلی نیستند، اصالت موزه مورد انتقاد قرار گرفته‌است. درهای تمامی اتاق‌های خانه به روی بازدیدکنندگان باز است، به‌جز اتاق نویسندگی همینگوی که از طریق پنجره‌ای مشبک قابل مشاهده است. روی دیوار استودیوی نویسندگی، سر یک شاخ‌بلند شبدیز نصب شده‌است که همینگوی در سال ۱۹۳۳ در آفریقا به آن شلیک کرده بود. همچنین میز گِرد اسپانیایی و «ماشین تایپ سلطنتی سبک قدیمی» در این اتاق وجود دارد. این ملک محبوب‌ترین جاذبهٔ گردشگری در کی وست است که در سال ۱۹۶۸ به‌عنوان یکی از بناهای تاریخی ملی ایالات متحده ثبت شد و در میان فهرست ثبت ملی اماکن تاریخی نیز قرار دارد.
پیش از اینکه توفند ایرما در سپتامبر ۲۰۱۷ در کیز شروع شود، دولت فدرال دستور تخلیهٔ کلیهٔ اهالی این مجمع‌الجزایر را صادر کرد اما مسئول موزه، مدیر کل و گروهی از کارمندان حاضر به ترک خانه یا انتقال گربه‌های آن نشدند. نوهٔ همینگوی نیز به آن‌ها اصرار کرد که این محل را ترک کنند و گفت: «این فقط یک خانه است.» در عوض، تعدادی از کارمندان ترجیح دادند با گربه‌ها در این خانه بمانند. در نهایت آن‌ها از این طوفان جان سالم به در بردند.
به‌دلیل دنیاگیری کووید-۱۹ و در نتیجه کاهش گردشگری، موزه بیش از سی کارمند، یعنی نیمی از کارکنان خود را اخراج کرد.

## گربه‌ها
در این خانه و محوطهٔ آن ده‌ها گربه زندگی می‌کنند که معمولاً گربه‌های همینگوی نامیده می‌شوند. نیمی از این گربه‌ها پُرانگشتی هستند که شش انگشت روی هر پنجه دارند. اسم گربه‌ها نیز از روی نام افراد مشهور مانند هامفری بوگارت یا مریلین مونرو انتخاب شده‌اند و گورستانی مخصوص به خودشان در باغ خانه دارند.
افسانه‌ها حاکی از آن است که همهٔ گربه‌های این ملک از نسل سفید برفی هستند؛ گربه‌ای سفید شش‌انگشتی که ناخدایی به خانوادهٔ همینگوی هدیه داده بود. خواهرزاده و پسر همینگوی، هیلاری و پاتریک هر دو این ادعا را که همینگوی در کی وست صاحب گربه بوده‌است، رد کرده‌اند. گفته می‌شود که یکی از همسایگان چندین گربهٔ پرانگشتی داشته‌است و برخی مانند هیلاری گفته‌اند که این‌ها اجداد گربه‌های همینگوی هستند. علاوه بر این، عکسی از پاتریک و گرگوری جوان (پسر دیگر همینگوی) در حال بازی با گربه‌ای سفید در کی وست وجود دارد. هنگامی که از پاتریک درمورد این تصویر پرسیده شد، گفت که نمی‌تواند این رخداد را به خاطر بیاورد.
در آغاز سال ۲۰۰۳، موزه درگیر نبرد حقوقی نه ساله با وزارت کشاورزی ایالات متحده (یواس‌دی‌ای) شد که آیا قانون رفاه حیوانات سال ۱۹۶۶ که معمولاً باغ‌وحش‌ها و سیرک‌های دارای گربه‌های بزرگ را سامان‌دهی می‌کند، درمورد جمعیت گربه‌های شش انگشتی موزه نیز اعمال می‌شود یا خیر. این وزارتخانه حتی در سال ۲۰۰۵ و ۲۰۰۶ مأموران مخفی را برای نظارت بر گربه‌ها به آنجا فرستاد. صاحبان موزه به ادعای وزارت کشاورزی ایالات متحده در دادگاه اعتراض کردند. هنگامی که یکی از محققان بنیاد مردمی رعایت اصول اخلاقی در برابر جانوران (پیتا) وضعیت گربه‌ها را در سال ۲۰۰۵ بررسی کرد، آن‌ها به این نتیجه رسیدند: «آنچه من پیدا کردم، دسته‌ای گربهٔ چاق، شاد و آرام بود.» در نهایت در سال ۲۰۱۲، دادگاه استیناف حوزه یازدهم ایالات متحده آمریکا حکم داد که اقدامات موزه با قانون رفاه حیوانات منطبق بوده‌است؛ زیرا موزه از گربه‌ها در تبلیغات استفاده می‌کرد و کالاهایی با مضمون گربه می‌فروخت.

## واژه‌نامه
1. ↑  Asa Tift
2. ↑  French Colonial
3. ↑  Key West Lighthouse
4. ↑  Alex Caemmerer
5. ↑  Gus Pfeiffer
6. ↑  Conch
7. ↑  Carriage house
8. ↑  Arnold Samuelson
9. ↑  With Hemingway: A Year in Key West and Cuba
10. ↑  The Short Happy Life of Francis Macomber
11. ↑  Islands in the Stream
12. ↑  Polydactyl cat
13. ↑  Hilary Hemingway
14. ↑  Gregory Hemingway

## یادداشت
1. ↑  پس از انقلاب آمریکا بسیاری از وفادارماندگان به باهاما مهاجرت کردند. برخی از وفادارماندگان به سفیدپوستان بومی باهامایی به دیدهٔ تحقیر می‌نگریستند و آن‌ها را کانچ، به معنای صدف حلزونی می‌نامیدند.[۱۵]

### فهرست منابع
- "Ernest Hemingway's Idaho house put on National Register". BBC News. 13 August 2015. Archived from the original on 8 November 2020. Retrieved 12 June 2022.
- "Hemingway House Becomes a Museum". The New York Times. 2 February 1964. Archived from the original on 14 March 2022. Retrieved October 4, 2020.
- "Hemingway, Ernest, House". National Historic Landmarks Program. Archived from the original on 20 October 2013. Retrieved September 18, 2008.
- "Polydactyl Cats". Michael Palin's Hemingway Adventure. PBS. Archived from the original on 7 May 2017. Retrieved 5 October 2020.
- "National Register of Historical Places – Florida (FL), Monroe County". National Register of Historic Places. National Park Service. 12 February 2007. Archived from the original on 20 January 2022.
- "Sun and Sloppy Joe's". Michael Palin's Hemingway Adventure. PBS. Archived from the original on 14 March 2022. Retrieved 5 October 2020.
- Alvarado, Francisco (6 September 2017). "Home to Hemingway and lazy days, Key West girds for Hurricane Irma's wrath". The Washington Post. Archived from the original on 22 March 2020. Retrieved 4 October 2020.
- Alvarez, Lizette (22 December 2012). "Cats at Hemingway Museum Draw Tourists, and a Legal Battle". The New York Times. Archived from the original on 4 October 2020. Retrieved 4 October 2020.
- Astor, Maggie (11 September 2017). "Hemingway's Six-Toed Cats Ride Out Hurricane Irma in Key West". The New York Times. Archived from the original on 14 March 2022. Retrieved 11 September 2017.
- Banks, William Nathaniel (February 2008). "History in towns: Key West Florida". The Magazine Antiques. 173 (2): 48–57.
- Bell, Maya (13 August 2006). "Hemingway's cats have gone to court". The Baltimore Sun. Archived from the original on 14 March 2022. Retrieved 4 October 2020.
- Brennen,Carlene Fredericka; Hemingway, Hilary (2015). Hemingway's Cats. Florida: Pineapple Press. ISBN 978-1-56164-648-7.
- Chorney, Saryn (11 September 2017). "All of Ernest Hemingway House's 54 Famous, Six-Toed Cats Accounted for After Hurricane Irma Batters the Florida Keys". People. Archived from the original on 18 March 2020. Retrieved 4 October 2020.
- Dangremond, Sam (11 September 2017). "Ernest Hemingway's Key West Cats Made It Through Hurricane Irma Unscathed". Town & Country Magazine. Archived from the original on 12 September 2017. Retrieved 4 October 2020.
- Filosa, Gwen (29 August 2020). "'It's sad.' Key West's Hemingway museum cuts half its staff, citing a decline in tourism". Miami Herald. Archived from the original on 30 August 2020. Retrieved 4 October 2020.
- Flamer, Keith (10 September 2017). "Museum Curators and Cats Ride Out Hurricane Irma In Ernest Hemingway's Historic Key West Home". Forbes. Archived from the original on 14 March 2022. Retrieved 12 June 2022.
- Fogwell, Susan (3 December 2014). "The Hemingway House in Key West". The Huffington Post. Archived from the original on 12 January 2017. Retrieved 4 October 2020.
- Gibson, Andrew (13 May 2015). "Hemingway's legacy alive and well in Key West". The Los Angeles Times. Archived from the original on 14 March 2022. Retrieved 4 October 2020.
- Khouri, Andrew (23 December 2012). "Hemingway's famous cats still under government control, court says". The Los Angeles Times. Archived from the original on 6 October 2020. Retrieved 4 October 2020.
- Mallard, kiley (Summer 2006). "Papa's Place in the Sun". Florida History & the Arts. 14: 6–11.
- McIver, Stuart B. (2002). Hemingway's Key West. Florida: Pineapple Press. ISBN 978-1-56164-241-0.
- McLendon, James (1990). Papa: Hemingway in Key West. Key West, Fla.: Langley Press. ISBN 0-911607-07-2. LCCN 88081528.
- Miles, Mandy (27 August 2020). "Key West's Iconic Hemingway House Lays Off 30+ Workers". Keys Weekly. Key West, Florida. Archived from the original on 8 October 2020. Retrieved 4 October 2020.
- Miller, Mark (2008). Miami and the Keys. National Geographic Society. p. 225. ISBN 978-1-4262-0323-7.
- Moddelmog, Debra A.; Del Gizzo, Suzanne (2013). Ernest Hemingway in Context. Cambridge University Press. p. 136. ISBN 978-1-107-01055-0.
- O'Connoor, John (2 October 2015). "Places Where Hemingway Lived or Traveled". The New York Times. Archived from the original on 14 March 2022. Retrieved 4 October 2020.
- Peters, Thelma (October 1961). "The Loyalist Migration from East Florida to the Bahama Islands". The Florida Historical Quarterly. 40 (2): 140. JSTOR 30145777.
- Reynolds, Michael (1997). Hemingway: The 1930s. New York: W. W. Norton & Co. ISBN 0-393-34320-0. OCLC 35397885.
- Ricks, Christopher (8 October 1970). "At Sea with Ernest Hemingway". The New York Times. Archived from the original on 14 March 2022. Retrieved 4 October 2020.
- Schaub, Michael (11 September 2017). "Hemingway's house and cats spared by Hurricane Irma". The Los Angeles Times. Archived from the original on 14 March 2022. Retrieved 4 October 2020.